# Nella voragine
Nella voragine è un film del 1912 diretto dal regista Attilio Fabbri.

## Trama
Il conte De la Rochelle è un magistrato integerrimo, e con sua moglie Elena da una grande festa per il fidanzamento del loro figlio Vittorio con la giovane Renata. Durante l'evento Luciano Sermond, un vecchio amico di famiglia, invita la contessa Elena a seguirlo in disparte, e le chiede del denaro per non rivelare a suo marito alcuni suoi trascorsi. Elena rifiuta e straccia le prove scritte che Luciano ha portato con sé. Vittorio, che ha assistito non visto alla scena, ricostruisce la lettera, e per salvare l'onore di sua madre uccide Luciano e si impadronisce delle prove. Scoperto, viene arrestato e processato. Vittorio confessa il delitto e al momento dell'arringa dell'accusa il conte De la Rochelle chiede clemenza per il ragazzo, che ha agito per difendere l'onore di famiglia, e muore d'infarto tra le braccia del figlio dopo aver respinto la moglie fedifraga.

## Critica
(Felice Metellio in Cine-Fono rivista cinematografica, Napoli. 19 dicembre 1912.)
(A. Nicora in L'Illustrazione cinematografica. 10 febbraio 1913.)